# 黑皮鬍鯰
黑皮鬍鯰，為輻鰭魚綱鯰形目塘虱魚科的其中一種，分布於亞洲湄公河及印尼、菲律賓淡水流域，體長可達35公分，棲息在弱酸性的沼澤區，可做為食用魚。

## 扩展阅读
維基物種上的相關：黑皮鬍鯰